# Tmesisternus helleri
Tmesisternus helleri è una specie di coleottero del genere Tmesisternus, famiglia Cerambycidae. Fu descritta scientificamente da Kriesche nel 1926 e abita frequentemente le foreste tropicali della  Papua Nuova Guinea. È una specie che raggiunge dimensioni di 25 mm.